# Ryan Harrow
Ryan Harrow (ur. 22 kwietnia 1991 w Fort Lauderdale) – amerykański koszykarz, występujący na pozycji rozgrywającego, obecnie zawodnik Quimper UJAP.
W 2010 roku został uznany najlepszym zawodnikiem stanu Georgia szkół średnich. Został też zaliczony do III składu Parade All-American.
W 2011 roku przeniósł się z uczelni NC State do Kentucky. Z powodu przepisów transferowych był zmuszony opuścić sezon 2011/12, właśnie wtedy drużyna Kentucky Wildcats zdobyła mistrzostwo NCAA.
13 marca 2017 został zawodnikiem Rosy Radom. 14 września podpisał umowę z litewskim Pieno žvaigždės Poswol. 21 października zawarł kolejny kontrakt z Rosą Radom. 15 lipca 2018 dołączył do Peristeri GS Ateny.
2 sierpnia 2021 podpisał kontrakt z francuskim Quimper UJAP, występującym w II lidze francuskiej (Pro-B).

## Osiągnięcia
Stan na 2 sierpnia 2021, na podstawie, o ile nie zaznaczono inaczej.
NCAA
- Uczestnik II rundy turnieju NCAA (2015)
- Mistrz:
  - turnieju konferencji Sun Belt (2015)
  - sezonu regularnego konferencji Sun Belt (2014, 2015)
- Zaliczony do I składu:
  - Sun Belt (2014, 2015)
  - turnieju Sun Belt (2014)
- Lider konferencji Sun Belt w liczbie oddanych rzutów z gry (498 – 2014)[9]

Indywidualne
- Zwycięzca konkursu wsadów podczas pucharu EBL (2018)[10]